# Tyge Trier
 Der er for få eller ingen kildehenvisninger i denne artikel, hvilket er et problem. Du kan hjælpe ved at angive troværdige kilder til de påstande, som fremføres i artiklen.

Tyge Trier (født 30. september 1962  i Vallekilde) er en dansk jurist og advokat.
Trier blev cand.jur. fra Københavns Universitet i 1986 og advokat med møderet for Landsretterne i 1989. Han var i mange år specialiseret i menneskerettigheder, og har også skrevet flere bøger om emnet. I dag arbejder han i det internationale advokatfirma Eversheds, ligesom han er tilknyttet Københavns Universitet som ekstern lektor i folke- og EU-ret. 
Blandt Triers mest omtalte sager er blødersagen, hvor en gruppe blødere under blodtransfusioner blev smittet med hiv. Trier bragte sagen op for Den Europæiske Menneskerettighedsdomstol og de danske myndigheder blev i 1996 dømt for langsom sagsbehandling. Den såkaldte grønjakkesag blev også ført af Trier. Her var journalisten Jens Olaf Jersild i Københavns Byret, Østre Landsret og Højesteret blevet dømt for diskrimination, idet han viderebragte racistiske udtalelser i et tv-program om de såkaldte grønjakker. I 1994 endte sagen for Menneskerettighedsdomstolen, der underkendte de danske domme. Trier fører den principielle retssag om Niels Holcks udlevering til Indien, hvor Hillerød Ret underkendte Justitsministeriets beslutning fra foråret 2010. Østre Landsret gav også Holck medhold i juni 2011 5-0 og Rigsadvokaten besluttede i juli 2011, at sagen var afsluttet og ministeriets afgørelse bortfaldet. Trier repræsenterer den afghanske krigsfange, der blev anholdt af Jægerkorpset i 2002 i Kandahar. Trier har arbejdet med mange sager angående journalister og medier og grænserne for ytringsfriheden, bl.a. disse er Peberholm-dommen om en journalist og to fotografer, der filmede en ulovlig miljøaktion, Berlingske Tidendes sag om Frank Grevils afsløringer fra efterretningstjenesten og lækagesagen om kildebeskyttelse.